# Містер Терріфік (Майкл Голт)
Майкл Голт (англ. Michael Holt), більш відомий під псевдонімом Містер Терріфік (англ. Mister Terrific) — супергерой з коміксів американського видавництва DC Comics, що був вигаданий Джоном Острандером і Томом Мандрейком.
Голт був неодноразово адаптовний у медіа поза коміксами. Майкл Біч, Ганнібал Буресс, Кевін Майкл Річардсон та інші озвучували цього персонажа в анімаційних телесеріалах і фільмах. Ехо Келлум зіграв версію цього персонажа, перейменованого на Кертіса Голта, в серіалі «Стріла» телеканалу CW. Еді Ґатеґі зіграв цього персонажа у фільмі «Супермен» 2025 року.

## Історія публікації
Майкл Голт був створений Джоном Острандером та Томом Мандрейком і вперше з’явився у Spectre №54 (червень 1997 року).
У межах перезапуску всесвіту DC під назвою The New 52 (2011), Містер Терріфік отримав власну однойменну серію, яку писав Ерік Воллес, а ілюстрував Роджер Робінсон. У цій версії Голт з’являється в новому костюмі, дизайн якого створив Каллі Гемнер.
12 січня 2012 року серію Mister Terrific було скасовано разом із п’ятьма іншими малоприбутковими тайтлами. Завершується вона тим, що Терріфіка переносить до паралельного всесвіту, після чого він починає з’являтися у серії Earth-2.

## Вигадана біографія
Майкл Голт — вундеркінд, який із раннього віку демонструє надзвичайні інтелектуальні здібності, зокрема розуміє роботи таких фізиків, як Нільс Бор, Альберт Ейнштайн, Макс Планк і Річард Фейнман. До того, як стати супергероєм, Голт мав 14 наукових ступенів Ph.D., був самоуком-мультимільйонером і олімпійським десятиборцем. Його часто називають найрозумнішим учасником Товариства Справедливості Америки й третім за інтелектом у світі DC.
Після загибелі дружини Паули та ненародженої дитини в автокатастрофі, Голт переживає сильну психологічну травму й замислюється над самогубством. Його атеїзм, який він сповідував і до того, тільки поглиблюється, і він остаточно перестає вірити у душу чи реінкарнацію. Однак його від цієї думки відвертає Спектр (Джим Корріґан), який надихає Голта стати супергероєм Містером Терріфіком, узявши за приклад Террі Слоуна — оригінального героя з цим псевдонімом. Згодом Голт вступає до оновленого складу Товариства Справедливості Америки, де з часом стає його головою.

## Сили й здібності
Майкл Голт є одним із найрозумніших людей на Землі, володіє глибокими знаннями у багатьох галузях — медицини, інженерії, природничих наук і бойових мистецтв.
Його костюм та спорядження були розроблені Ґреєм Вільямсоном. Маска Голта виконує функції комунікаційної системи, а також дозволяє йому виявляти різні типи енергії. Одним із головних інструментів героя є Т-сфери — дистанційно керовані роботизовані кулі, які можуть проєктувати голограми, зламувати інші пристрої та генерувати енергетичні імпульси.